# Heinrich Stoecker
Heinrich Adolph Wilhelm Stoecker (* 2. April 1804 in Arolsen; † 29. Dezember 1848 in Korbach) war ein deutscher Jurist, Hofgerichtsrat und Politiker.

## Leben
Stoecker war der Sohn Justizamtmanns in Arolsen Henrich Ernst Stoecker (* 25. Juni 1771 in Twiste; † 9. November 1840 in Korbach) und dessen Ehefrau Marie Friederike Wilhelmine geborene Krüger (* 14. September 1777 in Arolsen; † 21. Dezember 1833 ebenda), die Tochter des Fürstlicher Hofapothekers in Arolsen Johann Dieterich Krüger und der Maria Dorothea Carolina Pentzel. Er war evangelisch und heiratete am 10. März 1829 in Arolsen Wilhelmine Georgine Dorothea Kreusler (* 11. März 1811 in Arolsen; † 23. Februar 1870 in Korbach), die Tochter des Geheimrats Christian Wilhelm Kreusler und der Caroline Alberti.
Stoecker besuchte von 1814 bis 1821 das Landesgymnasium in Korbach und studierte dann von 1820 bis 1821 Rechtswissenschaften an der Universität Göttingen. Nicht vor 1825 erhielt er die Zulassung als Advokat und wurde 1826 Hofgerichtssekretär. Von 1829/30 war er Vormund des (späteren) Landstands Louis von Padtberg und lebte auf Ottlar. Als solcher war er vom 26. Juni 1830 bis etwa 1832 Mitglied des Landstandes des Fürstentums Waldeck für die Ritterschaft und Ottlar.
Von 1830 bis 1835 war er Fürstlicher Stadtkommissar in Korbach und wurde am 13. Juni 1835 zum Hofgerichtsassessor in Korbach ernannt. 1837 wurde er als Eigentümer des Hauses Enser Straße 3 in Korbach genannt. Am 11. April 1843 wurde er zum Hofgerichtsrat in Korbach befördert.